# مستشفى الهوسبيس (القدس)
مستشفى الهوسبيس أو دار الشفاء – الهوسبيس منشأةٌ طبية سابقة داخل أسوار البلدة القديمة في القدس. شُيِّد المبنى أصلاً سنة 1863 كنُزُلٍ نمساوي لاستقبال الحجاج، ثم حُوِّل بعد حرب 1948 إلى مستشفىٍ حكوميّ خدم شرقيَّ القدس وريفَها لسبعةٍ وثلاثين عاماً، قبل أن يُغلق نهائياً في يوليو 1985 ويُعاد إلى أصحابه النمساويين ليُستأنف دوره كبيت ضيافة وثقافة.

## التاريخ

### نُزُل نمساوي (1863–1948)
- اشترت حكومة الإمبراطورية النمساوية الأرض سنة 1855 في موقع إستراتيجي عند تقاطع طريق الآلام بشارع الواد. أُنجز البناء وافتُتح في 19 مارس 1863 باسم «النُزُل النمساوي للعائلة المقدسة».
- زار الإمبراطور فرانتس يوزف الأول المكان سنة 1869 وأقام فيه بضعة أيام.
- استُخدم المبنى معسكراً لاعتقال رهبان نمساويين وألمان إبّان الحرب العالمية الثانية، قبل أن تصادره سلطات الانتداب البريطاني.[2]

### مستشفى حكومي (1948–1985)
- سنة 1948 تسلّمت الحكومة الأردنية إدارة شرقي القدس وحوّلت النُزُل إلى «مستشفى دار الشفاء – الهوسبيس» بطاقةٍ تُقدَّر بمئة سرير وأقسام طوارئ وتوليد وجراحة.[3]

- كان المستشفى الوحيد داخل الأسوار، يخدم نحو 150 ألف نسمة من القدس والضفة حتى أوائل الثمانينيات.[4]
- بعد حرب 1967 انتقل الإشراف إلى وزارة الصحة الإسرائيلية. وفي 27 يوليو 1985 صدر قرار بالإغلاق بدعوى عدم استيفاء المعايير الحديثة، ووثّقت منظمة الصحة العالمية الخطوة في تقرير رسمي.[5]

### عودة إلى النمسا (منذ 1985)
- أُعيد المبنى إلى الكنيسة الكاثوليكية النمساوية؛ وخضع لعملية ترميم شاملة بين 1985 و1988 بإشراف معماريين نمساويين وألمان، ليُفتتح مجدداً سنة 1988 «نُزُلاً للحجّاج» يضم 40 غرفة ومركزاً ثقافياً نمساوياً.[6]

## العمارة والمرافق
المبنى ذو طرازٍ نمساوي-قروسطي، مبنيّ من الحجر الجيري المقدسي:
- الطوابق: أربعة تعلو قبو خدمات، ويضم السطح شرفة بانورامية مطلّة على المسجد الأقصى وكنيسة القيامة.
- التخطيط: باحة داخلية تُفضي إلى أروقة مقبّبة وغرف الضيوف (عنابر المرضى سابقاً).
- الحديقة: «واحة السلام» وبها ثلاث آبار تاريخية كانت تزوّد المستشفى بالمياه.
- الكنيسة الصغيرة: بُنيت مع النُزُل وما زالت مستخدَمة للقداديس.
- المركز الثقافي: يستضيف معارض ومحاضرات حول التراث النمساوي والفلسطيني.[7]

## الدور الصحي والاجتماعي
قدّمت أقسام الطوارئ والتوليد في الهوسبيس خدماتٍ حيوية لنساء البلدة القديمة وقُراها؛ وتشير شهاداتٌ شفوية إلى أن آلاف المقدسيين وُلدوا فيه خلال خمسينيات وستينيات القرن العشرين.

## الإغلاق والتحويل
أُغلق المستشفى رسمياً في صيف 1985 بعد تقريرٍ صحي اعتبر المبنى «غير ملائم للمعايير الهندسية الحديثة». أثار القرار احتجاجات أهالي القدس الشرقية؛ إذ نُقل المرضى إلى مستشفيات خارج الأسوار، بينما حُوِّل جزء من الطاقم إلى مستشفى المقاصد الخيرية الإسلامية.

## الوضع الحالي
اليوم يُدار «النُزُل النمساوي للعائلة المقدسة» بواسطة مؤسسة كنسية فييناوية ويوفّر:
- 124 سريراً فندقيّاً للحجّاج والسيّاح.
- مقهى ومطعم «كافيه ترييست» داخل الحديقة.
- برامج خدمة مدنية لشباب نمساويين بديلة للخدمة العسكرية.[10]